# Quba Mêrê Dîwanê
Quba Mêrê Dîwanê este cel mai mare templu yazidit din lume. Este situat în satul Aknalich, în provincia Armavir din Armenia, unde comunitatea yazidită reprezintă minoritatea cu cel mai mare număr de membri. Satul Aknalich este situat la vest de Erevan, capitala Armeniei, la o distanță de 35 de kilometri de aceasta.
Templul a fost inaugurat în septembrie 2019, iar la ceremonia de deschidere au participat viceprim-ministrul Ararat Mirzoyan și alte oficialități armene.
Templul Quba Mêrê Dîwanê are 25 de metri înălțime, este alcătuit din șapte turle mai mici care înconjoară o turlă centrală, și adăpostește un seminar și un muzeu. Edificiul este dedicat îngerului Melek Taus și celor șapte îngeri ai teologiei yazidite. Turla cea mai înaltă și celelalte șapte care o înconjoară simbolizează îngerii și sunt împodobite cu sori aurii. Designul clădirii este puternic inspirat de Lalish din nordul Irakului, cel mai sfânt templu al comunității yazidite și un loc de pelerinaj. Alăturat templului se află un cimitir yazidit. Într-un parc cu statui situat în incinta complexului religios sunt expuse un monument al laureatei Premiului Nobel, Nadia Murad, o statuie în onoarea lui Andranik Ozanian, un comandant militar armean care a luptat împotriva otomanilor la sfârșitul anilor 1880, și o cruce apostolică armeană împletită cu soarele yazidit, semnificând armonia religioasă.
Finanțat de Mirza Sloian, un armean yazidit care trăiește în Rusia, Quba Mêrê Dîwanê a fost construit la doar câțiva metri distanță de Ziarat, primul templu yazidit realizat în Armenia, inaugurat în anul 2012. Templul Quba Mêrê Dîwanê a fost proiectat de Artak Ghulyan, unul dintre cei mai prolifici arhitecți armeni de clădiri religioase.
Yazidiții sunt una din cele mai mari minorități etnice din Armenia și sunt practicanții unei credințe vechi, monoteiste, care este un sincretism între creștinism, hinduism, iudaism, sufism, zoroastrism și elemente de divinizare a soarelui.
Conform unui recensământ oficial, 35 000 de yazidiți trăiau în Armenia în anul 2011, majoritatea în regiunile de vest și de nord ale Caucazului de Sud.